# 1942 год в спорте
Список 1942 год в спорте перечисляет спортивные события, произошедшие в 1942 году.

## СССР
- Создан хоккейный клуб «Динамо» (Самара);

### Футбол
- Матч смерти;
- Футбол в блокадном Ленинграде;
- ФК «Спартак» Москва в сезоне 1942;
- Создан клуб «Торпедо» (Миасс);

## Международные события
- Чемпионат Европы по боксу 1942;
- Создан гандбольный клуб «Барселона»;
- Создан баскетбольный клуб ЭТА;
- Чемпионат мира по футболу 1942. Отменён.

### Футбол
- Кубок Испании по футболу 1942;
- Чемпионат Испании по футболу 1941/1942;
- Чемпионат Испании по футболу 1942/1943;
- Чемпионат Португалии по футболу 1941/1942;
- Чемпионат Португалии по футболу 1942/1943;
- Чемпионат Ирландии по футболу 1941/1942;
- Чемпионат Ирландии по футболу 1942/1943;
- Чемпионат Исландии по футболу 1942;
- Чемпионат Уругвая по футболу 1942;
- Чемпионат Чили по футболу 1942;
- Чемпионат Швейцарии по футболу 1941/1942;
- Чемпионат Швейцарии по футболу 1942/1943;
- Созданы клубы:
  - «Андорра» (Андорра-ла-Велья);
  - «Атлетико» (Лиссабон);
  - «Атлетико Балеарес»;
  - «Брей Уондерерс»;
  - «Броммапойкарна»;
  - «Бур-Перонна»;
  - «Марилия»;
  - «Насьональ» (Потоси);
  - «Патро Эйсден Масмехелен»;
  - «Пуэрта Бонита»;
  - «Реал Вальядолид Б»;
  - «Рекреативу ду Либоло»;
  - «Сан-Хосе Оруро»;
  - «Шелаху»;

### Хоккей с шайбой
- НХЛ в сезоне 1941/1942;
- НХЛ в сезоне 1942/1943;

## Персоналии

### Родились
- 27 мая — Багаев, Дэги Имранович, советский борец вольного стиля, Заслуженный тренер СССР и России.